# 流苏落薹草
流苏落薹草（学名：Carex densifimbriata）为莎草科薹草属下的一个种。

## 扩展阅读
維基物種上的相關：流苏落薹草